# Nœud (botanique)
Pour les articles homonymes, voir nœud.

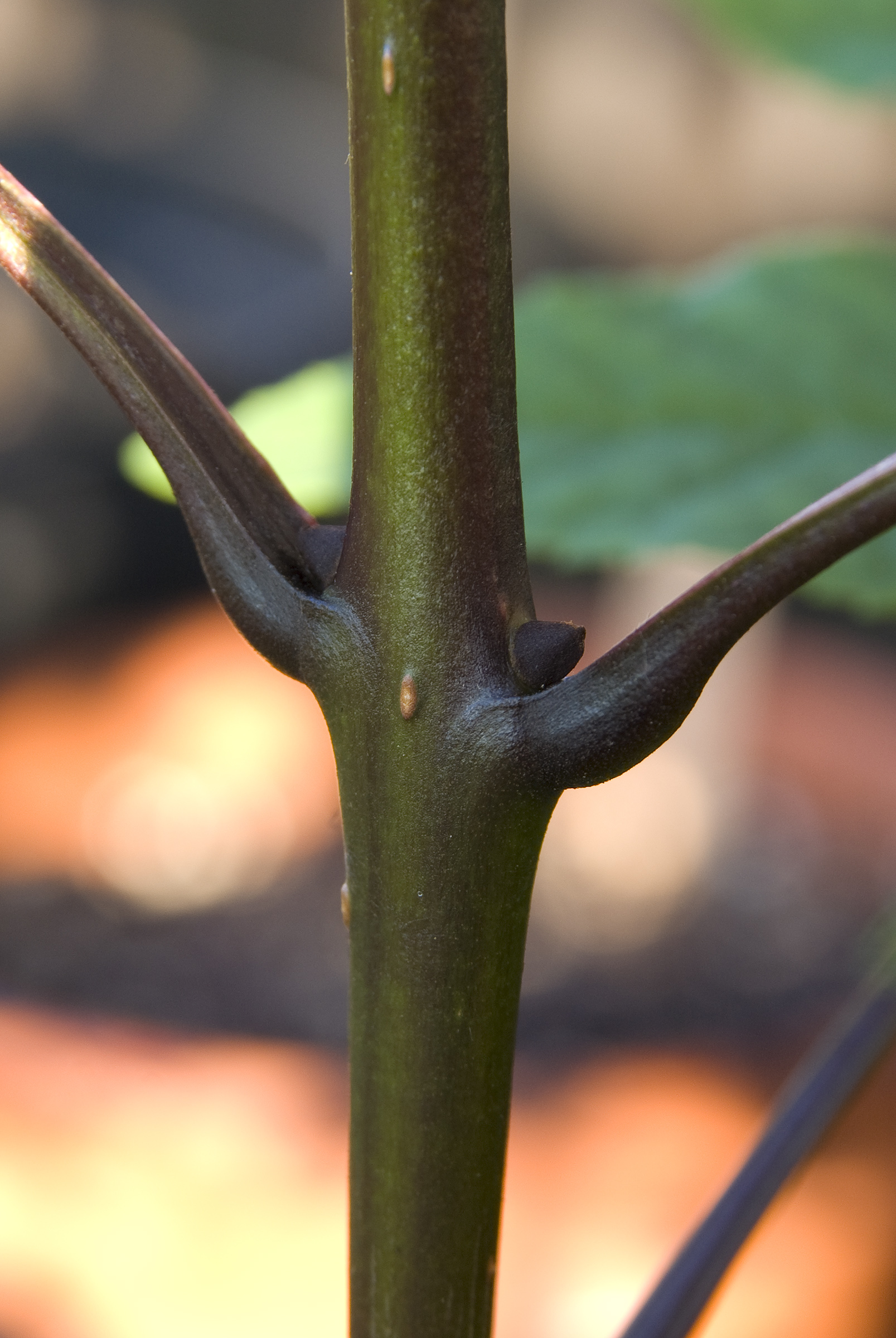
Deux bourgeons par nœud, à la base de chacun des pétioles des deux feuilles opposées imparipennées du Frêne.

Le nœud est le point d'attache d'une feuille ou d'un rameau sur la tige chez les Spermatophytes (plantes à graines). L'entre-nœud se situe entre deux nœuds successifs. Le bourgeon axillaire, qui pousse au point d'attache d'une feuille plus âgée avec la tige, donne naissance à un rameau. À ce point d'insertion se développe ainsi une feuille ou la tige d'un nouveau rameau, ce qui se traduit parfois par un renflement plus consistant, permettant d'observer les nœuds même lorsque la feuille ou le rameau n'est pas encore développé. 
Le nœud est une zone de croissance en longueur très faible, alors que les entre-nœuds ont une aptitude beaucoup plus grande à l'allongement qui n'est pas uniforme. Suivant les espèces, c'est à son sommet ou à sa base qu'il est le plus rapide.
Chez les plantes, la tige diffère de la racine par la présence de nœuds où s'insèrent les bourgeons axillaires.

## Structure nodale
Au niveau du nœud, les faisceaux vasculaires qui desservent les nervures de feuille correspondante s'intègrent à l'appareil vasculaire de la tige (bilacunaire, trilacunaire, multilacunaire en fonction du nombre de lacunes ménagées dans le cylindre central de la tige par le départ des faisceaux foliaires) a ainsi un intérêt en systématique.
La variabilité du mode de passage d'une structure lacunaire à une autre indique que l'évolution des structures nodales n'est ni unidirectionnelle ni irréversible. La tendance évolutive de ces structures nodales reste l'objet de débat au sein de la communauté des botanistes.

## Architecture végétale
Selon le modèle architectural de Rauh, chez les plantes à croissance rythmique, la rythmicité se traduit par la mise en place d'unité de croissance. Ces unités correspondent à des pousses successives élaborées par un méristème terminal. Chaque unité donne naissance à un axe feuillé (tige ou rameau) considéré comme l'élément de base de toute architecture végétale, constitué d'une série d'entre-nœuds et de nœuds qui portent les feuilles. L'ensemble entre-nœud, nœud, bourgeon axillaire et feuille est l'élément de construction de base appelé phytomère. L'observation des phytomères, et notamment la séquence des nœuds, permet de faire de liens entre la topologie et le rythme de croissance de la plante.

## Galerie

Diagramme d'une feuille à insertion unilacunaire : lacune et trace foliaire au niveau et au-dessus du nœud.
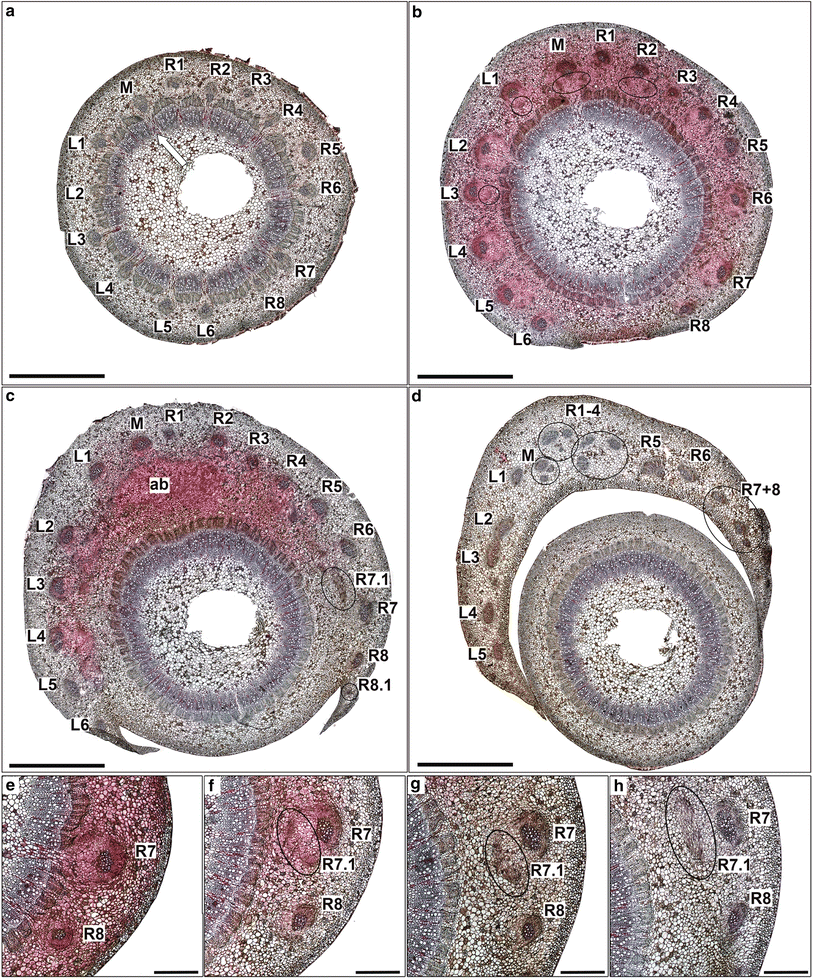
Microphotographie de coupes transversales au niveau de la zone d'insertion des feuilles de Polyscias balfouriana : nœud multilacunaire.
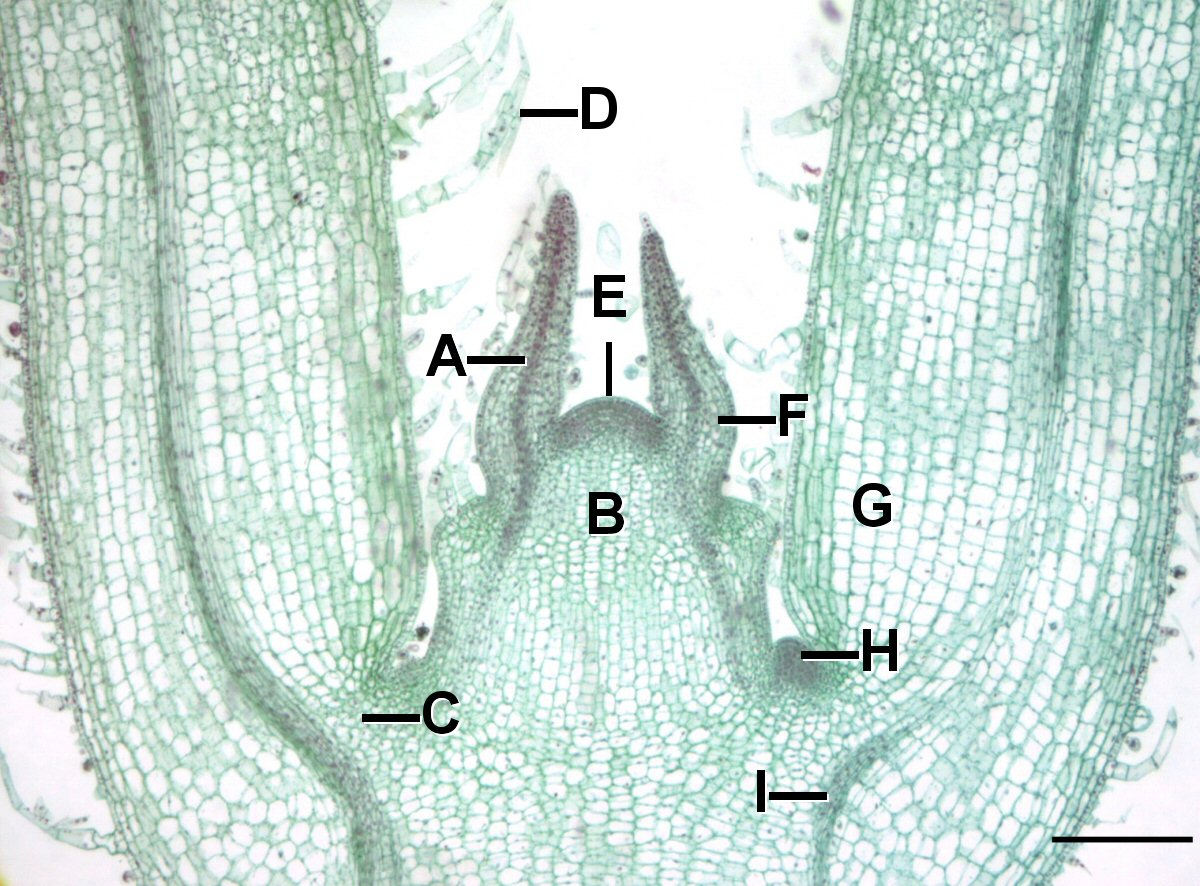
Microphotographie d'une section longitudinale axiale de l'apex caulinaire de Coleus bluemi[7].
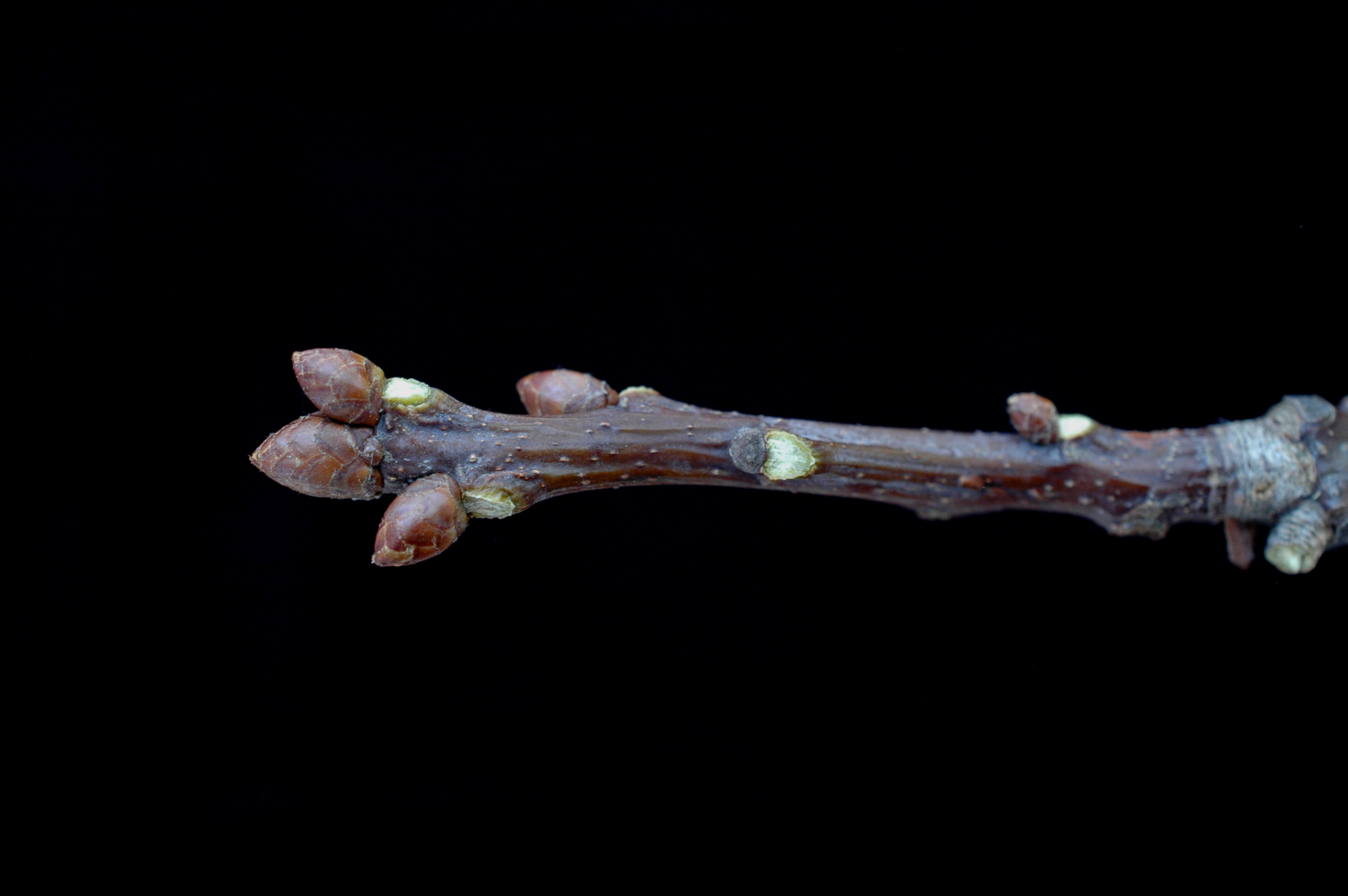
Sur cette tige de chêne, l'unité de croissance débute par la cicatrice de cataphylles en anneau (à droite) et se termine par le bourgeon terminal. Les nœuds se repèrent par les cicatrices foliaires.